# Cenxi
Cenxi (岑溪 ; pinyin : Cénxī) est une ville de la région autonome Zhuang du Guangxi en Chine. C'est une ville-district placée sous la juridiction de la ville-préfecture de Wuzhou.

## Démographie
La population du district était de 903 000 habitants en 2010.